# Юйту
«Юйту» (кит.: 玉兔; піньїнь: Yùtù) — перший китайський місяцехід, який є частиною китайської програми дослідження Місяця загалом, та частиною космічної місії «Чан'е-3» зокрема. Запущено 1 грудня 2013, м'яку посадку здійснив 14 грудня 2013, остаточно припинив роботу 3 серпня 2016. Це місяцехід, схожий на американські марсоходи «Mars Exploration Rover». Місяцехід отримав ім'я Юйту — «місячного (нефритового) зайця» з китайської міфології. Це ім'я було обрано за результатами інтернет-голосування. «Юйту» — перший за понад 40-річний період планетохід, що працював на поверхні Місяця. У результаті Китайська народна республіка стала третьою країною, що здійснила м'яку посадку на Місяць (після СРСР і США). У 2018 році був запущений другий місяцехід — «Юйту-2».

## Історія
Місяцехід «Юйту» був розроблений Шанхайською академією космічних технологій та Пекінським інститутом системної інженерії космічних апаратів. Розробка планетохода почалася у 2002 році і була завершена в травні 2010 року.

## Мета місії
Офіційною метою місії було здійснити першу, як для Китайської космічної програми, м'яку посадку на інший об'єкт у космосі та дослідження Місяця, а також продемонструвати та розробити ключові технології для майбутніх місій.
Наукові цілі «Чан'е-3», в основному, включали топографію місячної поверхні та геологічне дослідження, дослідження складу матеріалу та ресурсів місячної поверхні, виявлення космічного середовища Сонце-Земля-Місяць та астрономічні спостереження Місяця. «Чан'є-3» виконав перше пряме радіолокаційне вимірювання структури та глибини місячного ґрунту на глибині 30 м і дослідив структуру місячної кори на глибині кількох сотень метрів.

## Технічні характеристики
На відміну від НАСА та ЄКА, Національне космічне управління Китаю мало розкриває громадськості інформацію про свої місії, тому детальна інформація про «Чан'е-3» обмежена. Вважається, що аспекти дизайну «Юйту» та деякі з його експериментів, можливо, були засновані на досвіді марсохода НАСА «Mars Exploration Rover», а на конструкцію колеса значно вплинула конструкція, що використовувалося на радянському місяцеході «Луноход-1».
Планетохід «Юйту» має 6 коліс. Його маса — 140 кг, з яких 20 кг становить корисне навантаження. Він менший за марсоходи НАСА, але має схожі інструменти: живлення відбувається від двох панелей сонячних батарей, три пари камер — панорамні та навігаційні (розміщені на високій щоглі), а інженерні камери. Місяцехід обладнаний інфрачервоним спектрометром та рентгенівським спектрометром альфа-частинок (англ. Alpha particle X-ray spectrometer) або скорочено APXS, який встановлено на маніпулятор, для зручності розміщення спектрометра поблизу цільового зразка. Крім того, планетохід може передавати відео в реальному часі, а також має автоматичні датчики для запобігання його зіткнення з іншими об'єктами.
«Юйту» був розроблений для дослідження території площею 3 квадратних кілометри протягом своєї тримісячної місії з максимальною відстанню подорожі 10 км. Енергію забезпечували дві сонячні панелі, що дозволяло апарату працювати протягом місячних днів. Протягом 14-денних місячних ночей місяцехід переходив у сплячий режим, під час якого обігрів забезпечували радіоізотопні нагрівачі (англ. Radioisotope heater units) з використанням плутонію-238 і двофазних рідинних контурів.

## Обладнання
Апарат «Юйту» обладнаний георадаром та спектрометри для перевірки складу ґрунту та структури місячної кори під ним.

### Георадар
На нижній частині планетохода був георадар (англ. Ground-penetrating radar), що дозволило вперше виміряти структуру та глибину місячного ґрунту на глибині до 30 м, а також дослідити структуру місячної кори глибиною до кількох сотень метрів.

### Спектрометри
На місяцеході встановлений рентгенівський спектрометр альфа-частинок (APXS) та інфрачервоний спектрометр, призначений для аналізу хімічного елементного складу місячних зразків. APXS був єдиним корисним навантаженням на маніпуляторі.

### Камери
На «Юйту» було встановлено дві панорамні камери та дві навігаційні камери на щоглі планетохода, яка стоїть на висоті приблизно 1,5 м над поверхнею Місяця, а також дві камери для запобігання небезпеці, встановлені в нижній передній частині планетохода. Кожна пара камер використовувалася для захоплення стереоскопічних зображень або для дальнісного зображення за допомогою триангуляції.

## Місце посадки

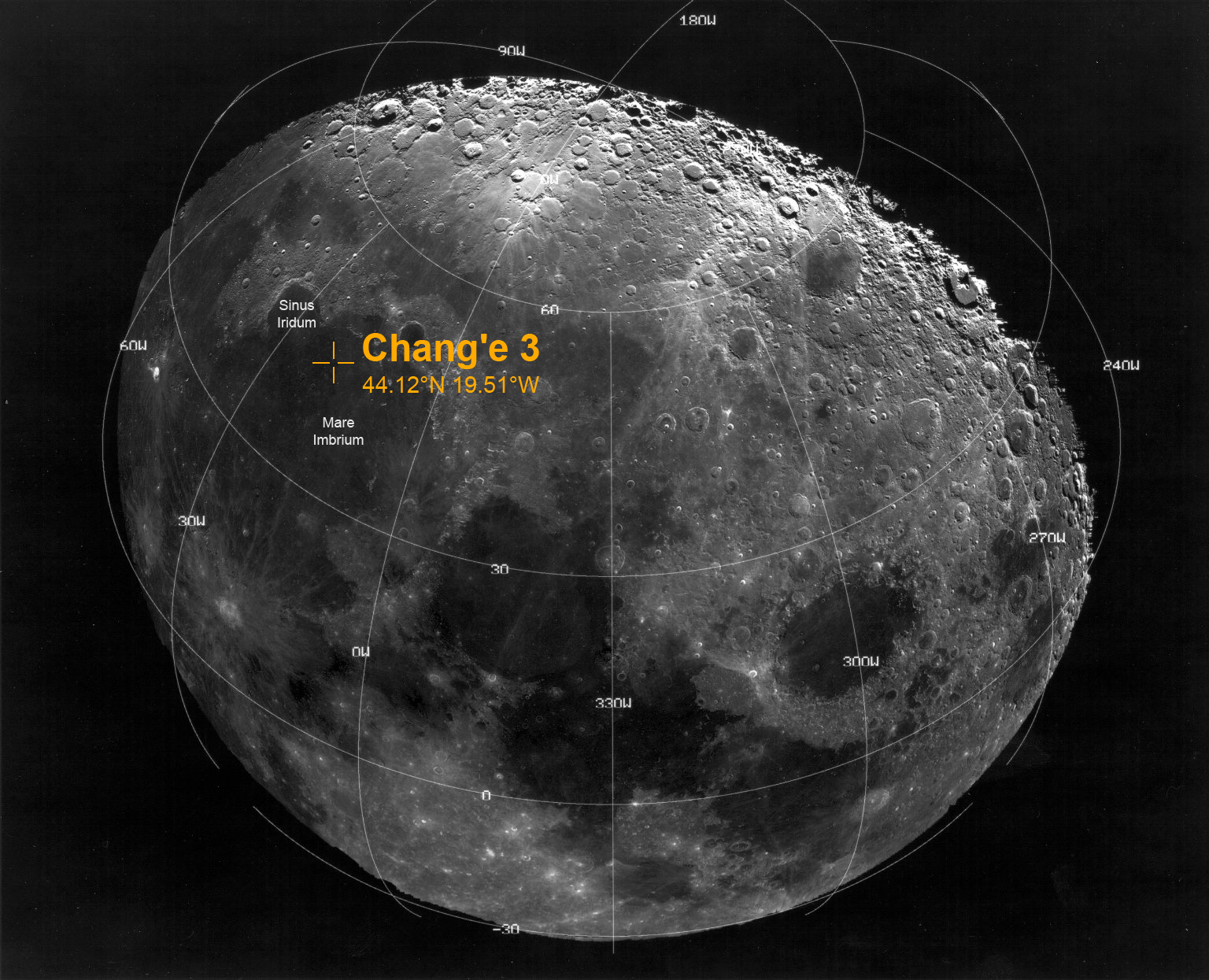
Місцем запланованої посадки була Затока Райдуги, заповнений затверділою лавою кратер діаметром 249 км. Посадка відбулася у Морі Дощів.
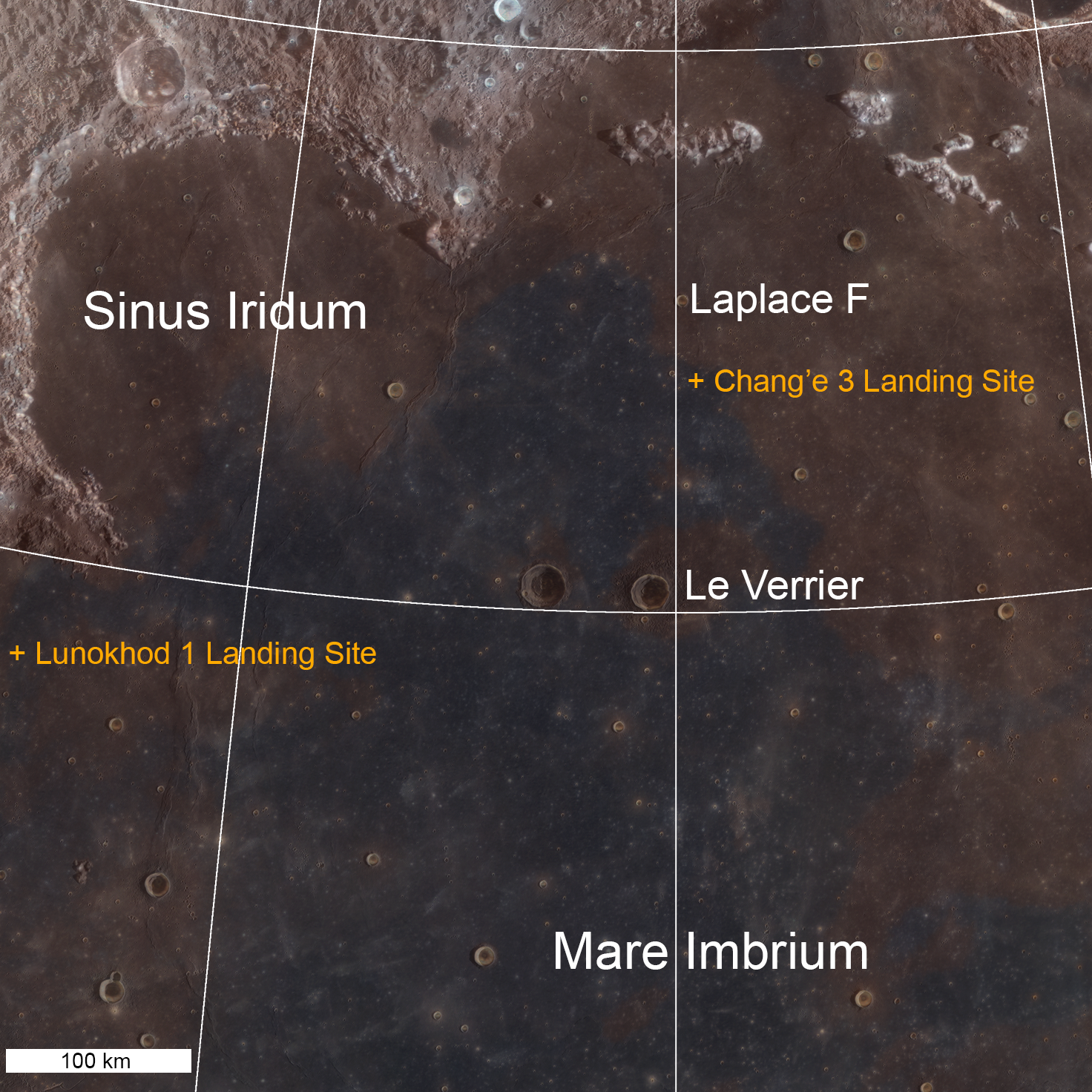
На фото від Lunar Reconnaissance Orbiter зображене місце посадки модуля «Чан'е-3».
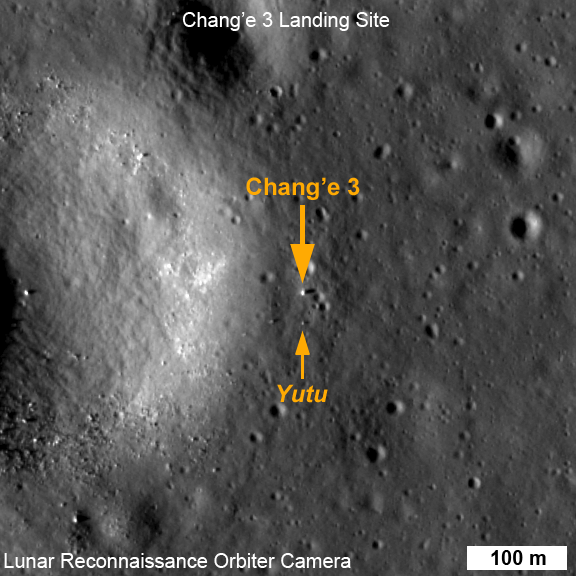
Знімок зблизька від Lunar Reconnaissance Orbiter, зроблений 25 грудня 2013 року. Видно посадковий модуль (велика стрілка) і місяцехід (мала стрілка).

Міжпланетна станція «Чан'е-3» здійснила посадку 14 грудня 2013 року. Місяцехід «Юйту» виїхав на поверхню Місяця через 7 годин 24 хвилини.
Місцем запланованої посадки було оголошено Затоку Райдуги. Однак посадковий модуль опустився у Море Дощів, приблизно за 40 км на південь від кратера Лаплас F діаметром 6 км, координати — 44,1214° пн.ш., 19,5116° зх.д. (висота 2640 м).

## Хід місії

### Перший місячний день
Місяцехід був успішно розгорнутий із посадкового модуля та спустився на поверхню Місяця 14 грудня 2013 року о 20:35 UTC на схід від Затоки Райдуги. Спочатку посадка планувалася в саму затоку; вона є одним із головним кандидатів для дослідження й наступними китайськими апаратами. 17 грудня 2013 року було оголошено, що всі наукові інструменти, крім спектрометрів, були успішно активовані, і посадковий модуль, і марсохід «функціонували, як і сподівалося, незважаючи на несподівано суворі умови місячного середовища». З 16 грудня 2013 року по 20 грудня 2013 року планетохід залишався нерухомим, оскільки його системи були частково вимкнені. Пряме сонячне випромінювання підняло температуру на відкритій стороні марсохода до понад 100 °C, тоді як затінена сторона одночасно впала нижче 0 °C.
До 22 грудня 2013 року «Юйту» завершив свою початкову наукову місію: сфотографувати посадковий модуль з кількох різних ракурсів, дотримуючись приблизно напівкруглого маршруту з півночі на південь від посадкового модуля, одночасно сфотографувавши та знявши його на відео. Деякі з цих зображень були опубліковані, включаючи стереоскопічне зображення посадкового модуля та відео марсохода в русі. Потім посадковий модуль і марсохід розпочали свої відповідні наукові місії.
На додаток до успішного розгортання свого маніпулятора, «Юйту» завершив діагностичні перевірки 23 грудня 2013 року, щоб переконатися, що він був готовий до майбутньої місячної ночі, і перемістився приблизно на 40 метрів на південь від посадкового модуля. Наступного дня посадковий модуль також розпочав діагностику. Посадковий модуль вперше увійшов у стан низької потужності 25 грудня 2013 року, пізніше він був запущений місяцеходом 26 грудня 2013 року для економії енергії, оскільки на посадковий модуль не потрапляло сонячне світло і сонячні панелі місяцехода протягом 14 днів поспіль.

### Другий місячний день
11 січня 2014 року, після місячної ночі, планетохід вийшов із сплячого режиму і завершив свій перший огляд місячного ґрунту 16 січня 2014 року.
25 січня 2014 року, ближче до кінця другого місячного дня, державні ЗМІ Китаю оголосили, що місяцехід зазнав «механічної аномалії управління», спричиненої «складним рельєфом місячної поверхні». Планетарне товариство повідомило, що апарат неправильно відповідав на команди із Землі, через що він не міг «належним чином підготуватися до наступаючої ночі». Пізніше стало очевидно, що місяцехід зазнав аварії — несправність схеми керування в рушійному блоці, що завадило йому перейти в сплячий режим та скласти щоглу та сонячні панелі.

### Третій місячний день
12 лютого 2014 року команднний центр перевірив усі передачі від «Юйту» після того, як той пережив другу місячну ніч. Після невдалої спроби встановлення зв'язку місяцехід був оголошений остаточно непрацездатним. 13 лютого він несподівано відновив зв'язок із командним центром. Представник місячної програми Китаю заявив, що хоча «Юйту» все ж таки вийшов на зв'язок, «він все ще страждає від механічної аномалії управління», що робить його нерухомим.
Місяцехід увійшов у свій третій період сплячки 22 лютого 2014 року при цьому так і залишаючись нерухомим. Китайські науковці зрештою встановили, що вишла з ладу система керування, і це завадило «Юйту» перейти в сплячий режим, як планувалося, але заявили, що георадар, панорамне та інфрачервоне обладнання все ще функціонують нормально.

### 14-й місячний день
18 квітня 2014 року заступник генерального секретаря Китайського товариства космічних досліджень, заявив, що несправність була не механічною, а електричною, і вони намагалися її обійти. Він також пояснив, що «температура на Місяці значно нижча, ніж наші попередні оцінки», додавши, що «деякі компоненти можуть страждати від „обмороження“».
Двигуни вирівнювання сонячних панелей «Юйту» не спрацювали, через що сонячні панелі залишалися повністю розгорнутими на відміну від запланованої ізоляції для збереження тепла, коли він увійшов у режим низького споживання, піддаючи його внутрішню електроніку впливу жорсткого зовнішнього середовища Місяця. У міру того, як «Юйту» проходив наступні місячні ночі, він втратив певні можливості, але успішно перевищив очікуваний тримісячний термін експлуатації. Наукові прилади «Юйту» можуть працювати, але подальші наукові дані були дуже обмеженими, оскільки спектрометр і георадар були обмежені через нерухомість апарата. Управління місією планувало продовжити місію «Юйту», поки він не припинить зв'язок, оскільки це дасть цінні дані про стійкість його компонентів до місячного середовища.
Місяцехід продовжував працювати в грудні 2015 року і продовжував передавати дані кожен місячний день.
До кінця жовтня 2015 року «Юйту» встановив рекорд за найдовшим періодом роботи планетохода на Місяці, хоча більшу частину часу він проводив без руху.

### Кінець місії
3 серпня 2016 року було повідомлено, що місяцехід припинив зв'язок із «Чан'е-3», що фактично означало завершення місії. Апарат пропрацював 2,5 роки замість запланованих 3 місяців.

## Відкриття
Георадар місяцехода виявив докази наявності щонайменше 9 різних шарів гірських порід, що вказує на те, що в цьому районі відбувалися напрочуд складні геологічні процеси та дані відрізняються від місць посадки Аполлона та Луноходів.
Протягом 15 квітня 2014 року місія «Чан'е-3», включаючи її місяцехід «Юйту», стала свідком повного затемнення Сонця Землею на поверхні Місяця.